# Kanton Le François-1
Kanton Le François-1 is een voormalig kanton van het Franse departement Martinique. Kanton Le François-1 maakte deel uit van het arrondissement Le Marin en telde 10.666 inwoners (2007). Het werd zoals alle kantons van Martinique opgeheven op 1 januari 2016.

## Gemeenten
Het kanton Le François-1 omvatte uitsluitend een deel van de gemeente Le François.